# Agirrio
Agirrio del demo di Collito (in greco antico: Ἀγύρριος?, Agýrrios; Atene, V secolo a.C. – ...) è stato un politico e militare ateniese, di parte democratica.

## Biografia
Agirrio ottenne la reintroduzione della paga di un obolo (successivamente tre oboli), che era stata abolita dopo la caduta della democrazia ad Atene, già introdotta da Cleofonte, per i cittadini che presenziavano alle assemblee, e restaurò l'indennità del fondo Teorico per gli spettacoli.
Nel 389 a.C., dopo la morte di Trasibulo, gli successe in un importante comando militare nell'Egeo orientale, durante la guerra di Corinto.
Venne attaccato più volte da Aristofane nelle Ecclesiazuse e nel Pluto. È citato anche da Senofonte nelle sue Elleniche.